# Clévidipine
La clévidipine est un inhibiteur calcique de type dihydropyridine, utilisé comme médicament intraveineux dans les poussées hypertensives.

## Mode d'action
Il s'agit d'un vasodilatateur artériel avec une demi-vie de quelques minutes. Il n'a pas d'action direct sur le cœur ou sur les veines.

## Efficacité
Il peut être utilisé dans les poussées d'hypertension artérielle, même en cas d'insuffisance cardiaque aiguë.

## Effets secondaires
Il existe une tachycardie réactionnelle, pouvant se compliquer d'une fibrillation atriale. Des cas d'insuffisance rénale ont été décrits.

## Stéréochimie
Clévidipine contient un stéréocentre et se compose donc de deux énantiomères. C'est un racémate, c'est-à-dire le mélange 1:1 des formes ( R ) et ( S ):
| Énantiomères de Clévidipine | Énantiomères de Clévidipine |
| --------------------------- | --------------------------- |
| numéro CAS : 167356-40-3    | numéro CAS : 167356-39-0    |